# Gutalac
Gutalac là một đô thị ở tỉnh Zamboanga del Norte, Philippines. Theo điều tra dân số năm 2000, đô thị này có dân số 28.215 người trong 5.366 hộ.

## Các đơn vị hành chính
Gutalac, về mặt hành chính, được chia thành 33 khu phố (barangay).
| - Bacong - Bagong Silang - Banganon - Bayanihan - Buenavista - Canupong - Cocob - Datagan - Imelda - Immaculada Concepcion - La Libertad | - Loay - Lower Lux - Lux - Malian - Mamawan - Map - Matunoy - New Dapitan - Panganuran - Pitawe - Pitogo | - Poblacion (Gutalac) - Salvador - San Isidro - San Juan - San Roque - San Vicente - Santo Niño - Sas - Sibalic - Tipan - Upper Gutalac |